# Кыз куумай

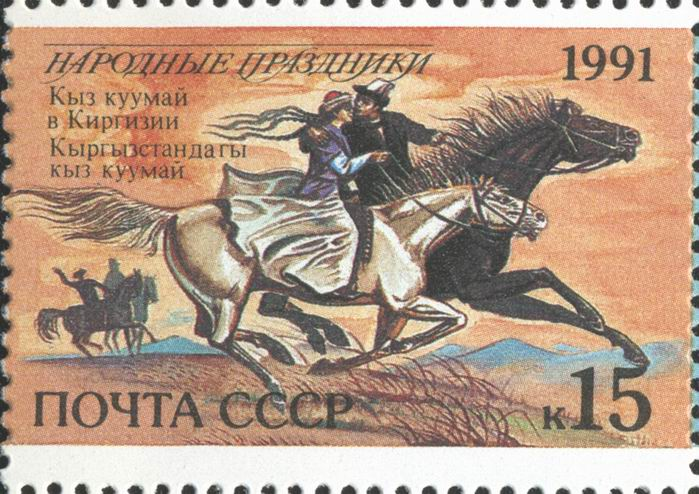
Кыз куу. Почтовая марка, 1991 г., серия «Народные праздники».

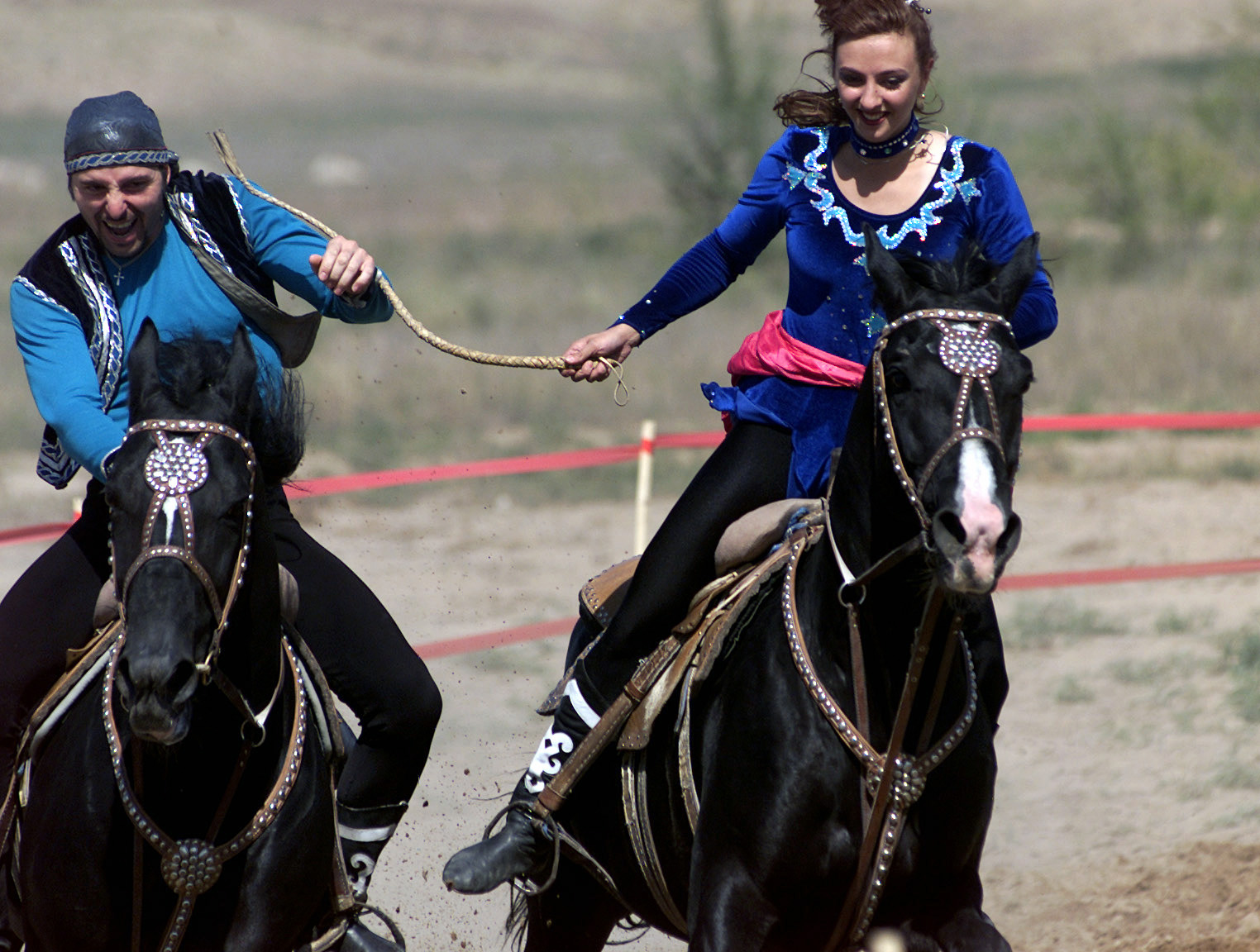
Конная игра «Кыз куумай»

Қыз қуу,  (баш. ҡыҙ ҡыуыу, каз. қыз қуу, кирг. кыз куумай, хак. хыс хостазах) — распространённая в Средней Азии конная игра.
Кыз куу с тюркских языков переводится как погоня за девушкой. Игра начинается с того, что всадник и его спутница выезжают на скаковую дорожку. Девушка становится на 12 — 15 метров впереди. По сигналу судьи начинается скачка. После того, как она проскачет около 400 метров, стартует юноша. Если ему удается догнать девушку, он получает право обнять и поцеловать её на скаку.
Однако, в обратную сторону участники стартуют в другом порядке. Теперь юноша получает фору, а девушка должна его догнать. Если это ей удастся, то она вправе бить его плетью.
На основе игры в народе распространён танец Кыз куу.